# The Arcade Flyer Archive
 (janvier 2021).
Pour les articles homonymes, voir TAFA.
The Arcade Flyer Archive (plus simplement appelé TAFA)  est un site Web qui collecte des flyers (tracts publicitaires) utilisés par l'industrie du divertissement et du jeu d'arcade pour promouvoir les ventes de ses jeux. Ces flyers sont proposés à la consultation en ligne après numérisation.

## Description
Au-delà d'un simple prospectus publicitaire, les flyers offrent un mélange d'histoire de l'industrie vidéoludique, les tendances du design graphique et des campagnes de publicité, ou bien quelques informations sur le produit (souvent succinctes).
Les archives de The Arcade Flyer Archive sont constituées de flyers concernant des jeux vidéo d'arcade, des flippers et des jeux d'arcade. Les flyers sont achetés neuf dans le commerce, ou en occasion, puis sont scannés pour être mis en ligne.
Le site propose un moteur de recherche permettant l'utilisation de filtres. La totalité des flyers sont également accessibles par ordre alphabétique, séparés en catégories (jeux vidéo d'arcade, jeu d'arcade, flipper).
Les contributions ou dons de flyers émanant des lecteurs du site sont acceptées par The Arcade Flyer Archive.

## Historique
Avant la création de The Arcade Flyer Archive, il y avait deux sites Web : The Mame Flyer/Poster Archive (TMF/PA) et Arcade Nostalgia. Le premier fut fondé par Gérard Maathuis et destiné à la création de « pack » de flyers pour MAME et RAINE. Le second a été créé par Eric Jacobson, c'était une simple galerie de flyers.
Les deux webmaster collaborèrent pour intégrer la visionneuse d'image de Arcade Nostalgia dans TMF/PA et en découla la création de The Arcade Flyer Archive. The Arcade Flyer Archive est né le 31 décembre 1999
À partir de 2001, Dan Hower un passionné devient le plus gros contributeur et fournisseur de flyers du site, pour détenir à ce jour près de 50 % du total des artworks proposés. Fin 2004, Gérard Maathuis quitte le site, qui est repris et redesigné en collaboration entre Dan Hower et Eric Jacobson.